# Juan Carlos Mosqueda
Juan Carlos Mosqueda (24 de noviembre de 1985, puebla, México) es un futbolista mexicano. Juega de centrocampista en Naranjeros Fc de la LPF.

## Trayectoria
Tras la marcha de varios jugadores del Club América tras el Torneo Clausura 2006, el mánager Luis Fernando Tena buscó refuerzos en las categorías inferiores para 2007. Debutó el 13 de agosto de 2006 en un partido que enfrentó al Club América contra los Tigres de la Universidad Autónoma de Nuevo León al salir en la segunda parte en sustitución de Fabián Peña, marcando el gol que le dio el empate final en ese partido, finalizado 1:1. Jugó en el Club América desde el año 2006; en el 2009 es transferido al Club Santos Laguna en la que sería su primera salida a otro club en el fútbol profesional mexicano y posteriormente al Necaxa. En el 2013 se hizo oficial su traspaso a los Venados del Mérida FC .
Para el 2015 llegó al cuadro de Lobos Buap.

### Clubes
| Club                | País                | Año             | Partidos | Goles | Media |
| ------------------- | ------------------- | --------------- | -------- | ----- | ----- |
| Riviera Maya        | México              | 2005 - 2006     | 21       | 5     | 0,24  |
| C. América          | México              | 2006 - 2008     | 104      | 6     | 0,06  |
| Santos Laguna       | México              | 2009            | 16       | 2     | 0,13  |
| C. Necaxa           | México              | 2010 - 2013     | 100      | 4     | 0,04  |
| Mérida F.C.         | México              | 2013 - 2014     | 31       | 4     | 0,13  |
| Lobos B.U.A.P.      | México              | 2014 - 2015     | 16       | 0     | 0     |
| Veracruz            | México              | 2017            | 2        | 0     | 0     |
| Total en su carrera | Total en su carrera | 2005 - Presente | 291      | 21    | 0,07  |

#### Estadísticas
La siguiente tabla detalla los encuentros disputados y los goles marcados en los clubes en los que ha militado.
| Riviera Maya · México | 2.ª                 | 2005-06             | 21  | 5  | -  | - | -  | -   | 21  | 5  |
| Riviera Maya · México | 2.ª                 | Total               | 21  | 5  | -  | - | -  | -   | 21  | 5  |
| C. América · México | 1.ª                 |                     |     |    |    |   |    |     |     |    |
| C. América · México | 1.ª                 | 2006-07             | 36  | 3  | 4  | 0 | 8  | 1   | 48  | 4  |
| C. América · México | 1.ª                 | 2007-08             | 27  | 1  | 4  | 0 | 19 | 1   | 50  | 2  |
| C. América · México | 1.ª                 | 2008                | 6   | 0  | -  | - | -  | -   | 6   | 0  |
| C. América · México | 1.ª                 | Total               | 69  | 4  | 8  | 0 | 27 | 2   | 104 | 6  |
| Santos Laguna · México | 1.ª                 | 2009                | 5   | 0  | -  | - | -  | -   | 5   | 0  |
| Santos Laguna · México | 1.ª                 | 2009                | 12  | 2  | -  | - | -  | -   | 12  | 2  |
| Santos Laguna · México | 1.ª                 | Total               | 17  | 2  | -  | - | -  | -   | 17  | 2  |
| C. Necaxa · México |                     |                     |     |    |    |   |    |     |     |    |
| 2.ª | 2010                | 21                  | 2   | -  | -  | - | -  | 21  | 2   |    |
| 1.ª | 2010-11             | 30                  | 1   | -  | -  | - | -  | 30  | 1   |    |
| 2.ª | 2011-12             | 22                  | 0   | -  | -  | - | -  | 22  | 0   |    |
| 2.ª | 2012-13             | 19                  | 1   | 8  | 0  | - | -  | 27  | 1   |    |
| 2.ª | Total               | 92                  | 4   | 8  | 0  | - | -  | 100 | 4   |    |
| Mérida F.C. · México | 2.ª                 | 2013-14             | 29  | 4  | 2  | 0 | -  | -   | 31  | 4  |
| Mérida F.C. · México | 2.ª                 | Total               | 29  | 4  | 2  | 0 | -  | -   | 31  | 4  |
| Lobos B.U.A.P. · México | 2.ª                 | 2014-15             | 5   | 0  | 9  | 0 | -  | -   | 14  | 0  |
| Lobos B.U.A.P. · México | 2.ª                 | 2015                | 0   | 0  | 2  | 0 | -  | -   | 2   | 0  |
| Lobos B.U.A.P. · México | 2.ª                 | Total               | 5   | 0  | 11 | 0 | -  | -   | 16  | 0  |
| Veracruz · México | 1.ª                 | 2017                | 0   | 0  | 2  | 0 | -  | -   | 2   | 0  |
| Veracruz · México | 1.ª                 | Total               | 0   | 0  | 2  | 0 | -  | -   | 2   | 0  |
| Total en su carrera | Total en su carrera | Total en su carrera | 233 | 19 | 31 | 0 | 27 | 2   | 291 | 21 |
| (1)Incluye datos de la Copa México y la InterLiga (2007 y 2008). (2)Incluye datos de la Copa Pre Libertadores (2000 y 2003), Copa Libertadores (2007 y 2008), Copa Sudamericana (2008), SuperLiga Norteamericana (2007) y Copa Mundial de Clubes de la FIFA (2006). |                     |                     |     |    |    |   |    |     |     |    |

## Palmarés

### Campeonatos nacionales
| Título                    | Club   | País   | Año  |
| ------------------------- | ------ | ------ | ---- |
| Liga de Ascenso de México | Necaxa | México | 2010 |
| Campeón de Ascenso        | Necaxa | México | 2010 |

### Distinciones individuales
| Distinción                            | Año  |
| ------------------------------------- | ---- |
| Mejor novato del Torneo Apertura 2006 | 2006 |